# Národní divadlo (Budapešť)
Národní divadlo v Budapešti (maďarsky Magyar Nemzeti Színház) je hlavní operní a divadelní scéna v Maďarsku.

## Historie

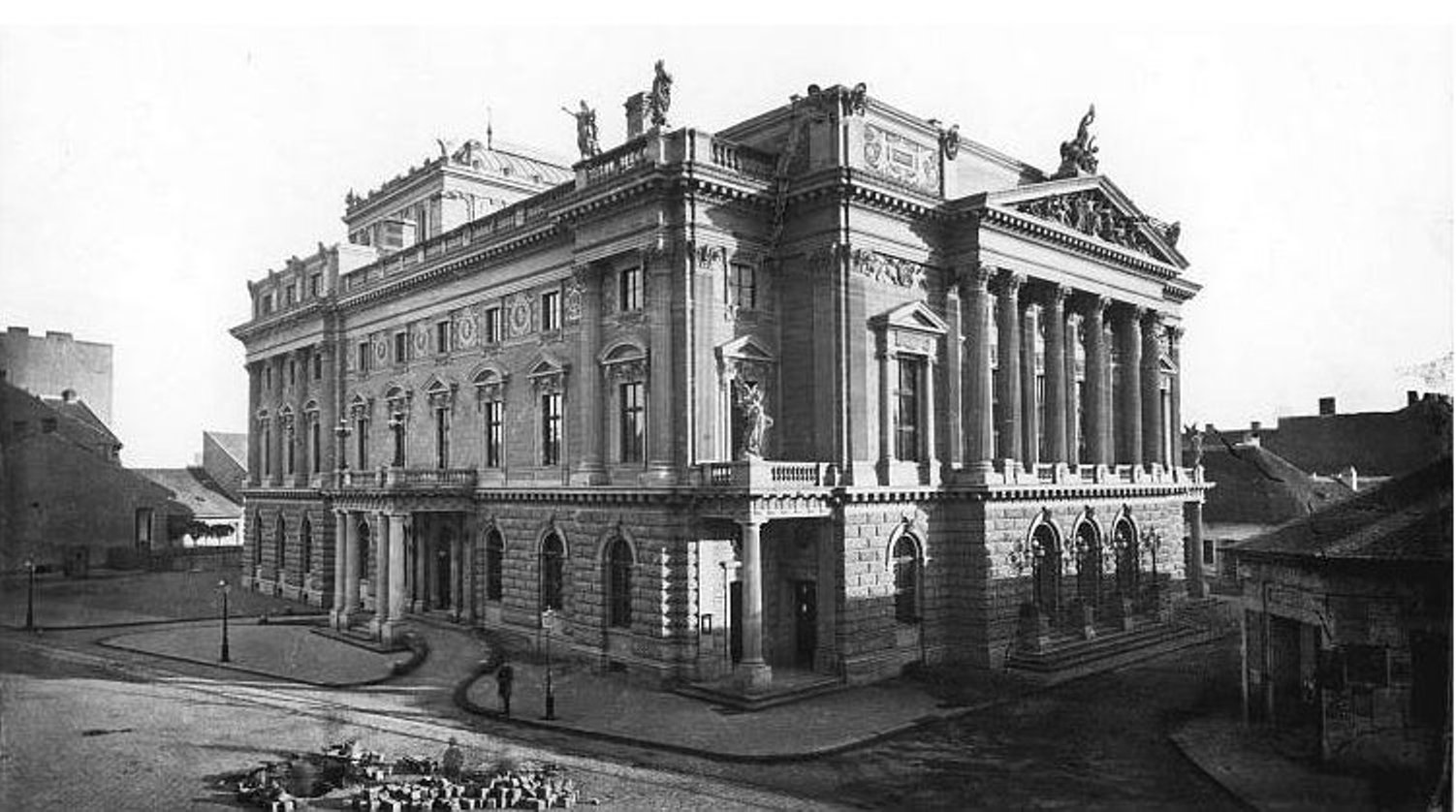
Národní divadlo na náměstí Lujzy Blahové, rok 1877

Původní Maďarské národní divadlo v Budapešti zahájilo provoz v roce 1837. Od té doby několikrát změnilo své sídlo, včetně původní budovy v ulici Kerepesi, Lidové divadlo na náměstí Lujzy Blahové, či náměstí Sándora Hevesiho, kde sídlilo nejdéle. V současné době sídlí v budově Národního divadla, otevřeného 15. března 2002.

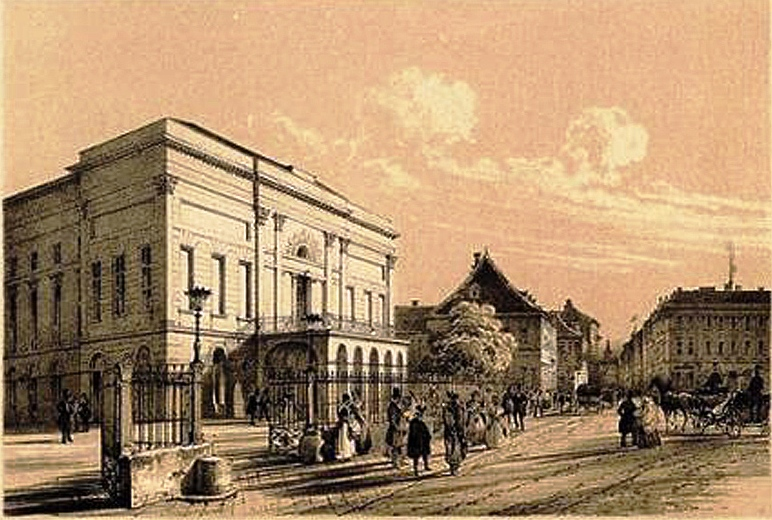
Původní budova na Kerepesiho ulici

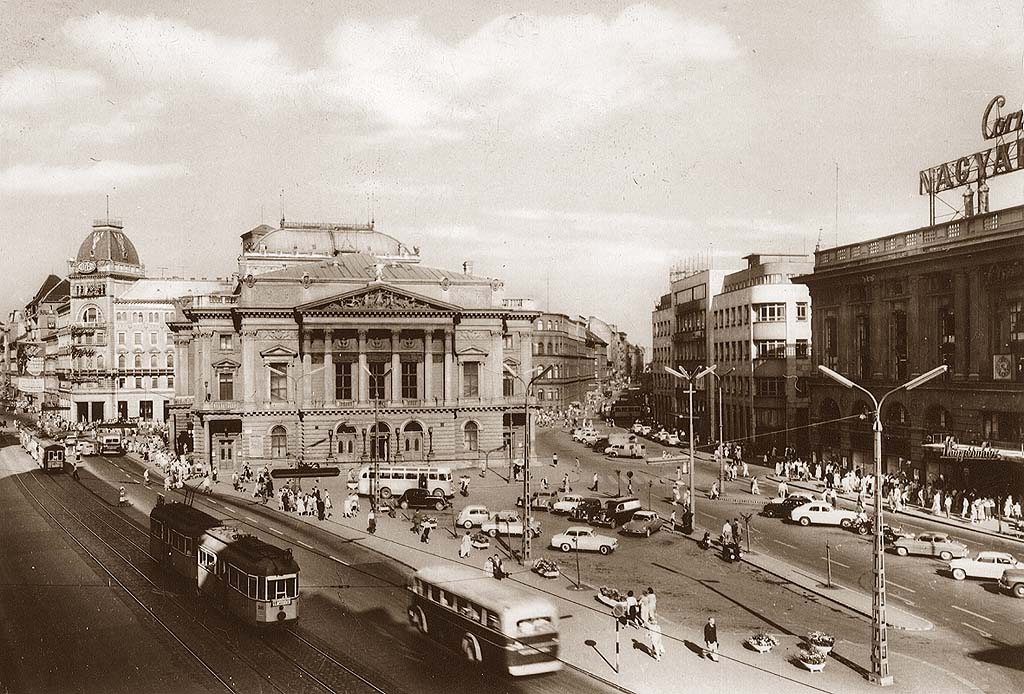
Lidové divadlo před demolicí

Myšlenka na založení národního divadla v Budapešti se zrodila na přelomu 18. a 19. století. Podporovaly ji vlivné kulturní osobnosti včetně Ference Kazinczyho či barona Štěpána Széchenyiho, jenž byl zároveň klíčovou postavou společenských reforem v Maďarsku . Jeho záměrem bylo výstavba velkolepé budovy na nábřeží Dunaje, fungující jako akciová společnost. Své plány představil v listu A Magyar Játékszínről v roce 1832.
Maďarské národní shromáždění rozhodlo o oživení otázky Národního divadla vydáním článku 41 z roku 1836. Pod vedením Antonína Grasalkoviče byla roku 1835 zahájena výstavba budovy na Kerepesiho ulici. Provoz divadla s názvem Pesti Magyar Színház (Maďarské divadlo v Pešti) byl zahájen 22. srpna 1837, se souborem Andráse Fáye a Gábora Döbrenteiho z Budínského dvorního divadla. Hlavním smyslem bylo podpořit vznik domácí tvorby a uvádění světové literatury. V roce 1840 bylo se divadlo stalo národním a název byl změněn na Národní divadlo, který má dodnes.

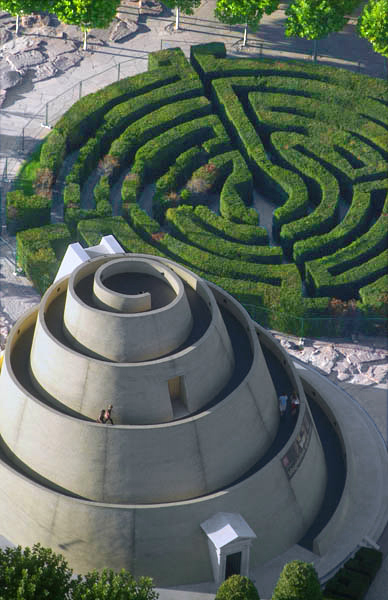
Park z ptačí perspektivy

Budova Národního divadla byla stržena na počátku 20. století a soubor přesídlil do Lidového divadla na náměstí Luisy Blahové (Blaha Lujza tér) v roce 1908. V následujících dekádách soubor sídlil pouze v Lidovém divadle a stav budovy se neustále zhoršoval. V roce 1963 úřady rozhodly o jejím stržení s odkazem na výstavbu metra.  Budova nakonec byla stržena až 23. dubna 1965. Soubor přesídlil do renovovaného Petőfiho divadla (dnešní Thália) v ulici Nagymező. O dva roky později se stěhoval znovu do bývalého Maďarského divadla na náměstí Sándora Hevesiho.